# Ciorăști
Ciorăști è un comune della Romania di 3 530 abitanti, ubicato nel distretto di Vrancea, nella regione storica della Muntenia. 
Il comune è formato dall'unione di 7 villaggi: Ciorăști, Codrești, Mihălceni, Salcia Nouă, Salcia Veche, Satu Nou, Spătăreasa.